# 미국 아이스하키 연맹
미국 아이스하키 연맹(영어: USA Hockey 유에스에이 하키[*])은 미국의 아이스하키 종목 행정을 총괄하는 스포츠 행정 기구이다. 1937년 10월 29일에 설립되었으며 미국 아이스하키 종목 전반을 관리한다. 본부는 콜로라도주 콜로라도스프링스에 있다.